# Émail Diamant

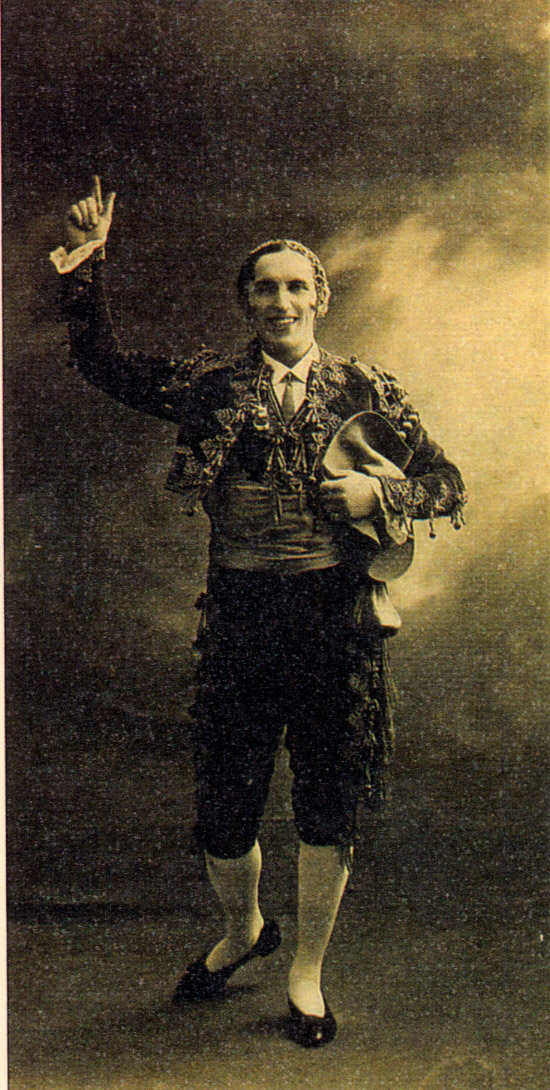
André Barreau, fils des inventeurs, dans Le Barbier de Séville a servi d'emblème à la marque jusqu’à nos jours.

Émail Diamant est une marque française de dentifrices, créée en 1893 à Paris.

## Histoire
À la fin du XIXe siècle, la demande de dentifrice se développe.
Après avoir ouvert une boutique de mode au 94, rue La Fayette à Paris, France, les époux Barreau, Jean-Baptiste, professeur de chant, et Annette, modiste décident en 1893, de proposer aux clients de leur magasin « la poudre de dentifrice américaine » du chimiste John Walton de Philadelphie, États-Unis. Ils commercialisent alors la célèbre Formule Rouge, qui reste aujourd’hui encore le produit phare d’Émail Diamant. Cette formule contient des réflecteurs naturels de lumière et des agents polissants, dans le but de blanchir les dents.
Dans les années 1930, les époux Barreau décident d’utiliser une photo de leur fils André, chanteur lyrique à l’Opéra-Comique de Paris, en tenue de Figaro dans Le Barbier de Séville. Il devient l’ambassadeur de la marque.
Aujourd’hui[Quand ?] propriété des Laboratoires Santé Beauté, Émail Diamant propose plusieurs gammes de dentifrice : anti-taches, protection de l’émail, gain de teintes.[réf. nécessaire]